# マイケル・キダ

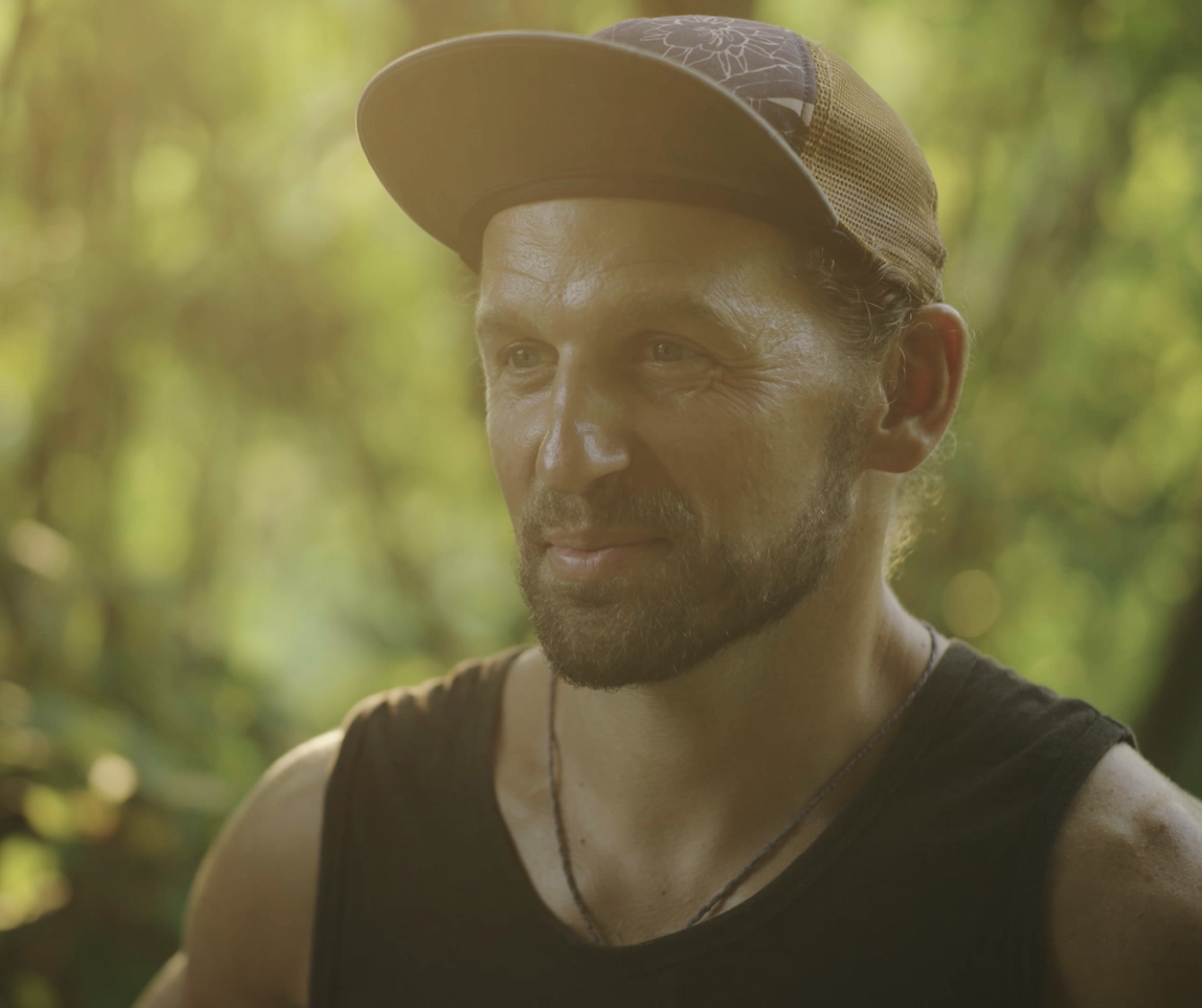
Michael Keida

マイケル・キダ（Michael Keida、1979年9月23日 - ）はアメリカ合衆国出身の俳優、モデル、タレント、農業従事者。ニューヨーク州出身。

## 人物
過去にはうつ病とパニック症を発症したこともあり、これはキダの母親も同様であった。家庭内でもそのことはオープンに会話されており、カウンセラーにかかっていたこともある。14歳の時に自作のズボンをミシン製作したが、夢中になって作っていた8時間、目の前のことだけを考えている状態を自分でも「幸せ」と感じており、繊細で気持ちのアップダウンもあることを自覚し、趣味と情熱があれば楽になれると考えるようになり、以降はずっとアクティブな暮らしを送っている。18歳の時にうつ病とパニック症が頻繁にあり、心理学などの本を読んで勉強をしたところ、その本の中で「パワー・オブ・ナウ」という言葉があった。これは直訳すると「現在の力」「あなたの人生は今の瞬間、この瞬間だけ」であり、未来のこととや過去のことは気になるが、意識するだけで、だんだんと今の瞬間を味わうことを重視できるようになった。こういった経験がキダの人生のモットー、「current moment」、「過去や将来より、今この瞬間を全力で楽しむこと」につながる。例えば、食事の時には、ちゃんと噛んで味わい、食べながら携帯を見たりテレビを見たりはしない。携帯を見ながらの食事では「ただの給油」になることから、勿体ないという考え方である。
26歳の時に神奈川県三浦郡葉山町に移住し、オーガニック野菜を作り始める。
2021年度後期放送のNHK「連続テレビ小説」『カムカムエヴリバディ』に出演した際には、劇中映画「サムライ・ベースボール」主演のハリウッド俳優マット・ロリンズ役で、マットの出世作は「トップ・ハート」と紹介されており、実際の映画『トップガン』主演のトム・クルーズのようなフライトジャケットを着て登場し、SNSでは「トム・クルーズに寄せてきた」「絶妙なトム・クルーズぽさ」と話題になった。
2022年公開の日本映画『永遠の1分。』では、初主演作品となった。

## 俳優業
太字は主演。
出演
バラエティ番組
- 究極のヒーローは誰だ!新スポーツエンターテインメント KuroOvi選手権 (2018)
- 沸騰ワード10 (2019, 2020) 
- Sasuke (2021) - アッコ軍団

テレビドラマ
- 旅するダンボール（2018年12月7日公開、ピクチャーズデプト、監督：岡島龍介）- ナレーション
- 突破ファイル　アメリカンポリス (2019) - マイケル役
- 今夜はこの字で (2020) 秋葉原 - フェデリコ役
- トッカイ (2021) - バンカー役
- コンフィデンスマンJPシリーズ - バトラー（執事）役
  - コンフィデンスマンJP 運勢編（2019年5月18日、フジテレビ）

- あせとせっけんドラマ (2022) - イタリアンシェフ
- カムカムエヴリバディ（2022年） - マット・ロリンズ役
- おかしな刑事 年忘れ!!大感謝スペシャル（2022年） - アキラ・ワインスタイン役
- フェンス（2023年） - 捜査官役

映画
- コンフィデンスマンJP ロマンス編（2019年5月17日公開、東宝） - バトラー役
  - コンフィデンスマンJP プリンセス編（2020年7月23日公開）
  - コンフィデンスマンJP 英雄編（2022年1月14日公開）

- 永遠の1分。（2022年） - アメリカ人映像ディレクターのスティーブ役
- 劇映画 孤独のグルメ（2025年） - ダニエル八田役

## 農業
祖父が農家であり、父は毎日異なる国の料理を作るような料理好きだったこともあり、この両者の影響を受け、5歳のときから畑仕事や料理、DIYに興味を持つようになる。
畑で農作物を育て、収穫した農作物を使って料理することはキダの日常として定着している。
日本で畑を始めたきっかけは、ブイヤベースを作るために必要なフェンネルが、当時の日本のスーパーマーケットでは取り扱いもなく、質の良いフェンネルの入手が困難であったことから、自作を思いついた。
最初は自宅の庭で栽培を始め、それでは物足りなくなり、200坪の畑を借りて農業を行うようになったが、それでも物足りず広大な山を自分で開拓し、2022年時点では2000坪のオーガニック農園で、年間250種類の農作物を育てている。農園だけではなく、ピザ窯、茶室、小屋もDIYで造っている。
「耕さない、農薬を使わない、甘やかさない農業」と語り、自身の作業は「土づくりをするだけ」と語る。
この農地は、キダも出演している2025年に公開された映画『劇映画 孤独のグルメ』のロケ地としても使用されている。

## 著作
- Do It Your self-自分の人生のつくりかた- （2022年、飛鳥新社、ISBN 978-4864108706）